# 微氣候
微氣候是指一個細小範圍內與周邊環境氣候有異的現象。在自然環境中，微氣候通常出現於水體旁邊，該處的氣溫會較其週邊低。而在不少城市內，大量的建築物則會做成另一種微氣候，氣溫會較其週邊高，這種現象被稱為熱島現象。例如在森林中，如果在從中間開一條馬路的時候，原本相連的棲地，就會被切割成二半，使得原本相連的棲地被切割，而可能造成其中的微氣候的改變，連成其連續氣候的中斷或者改變，而這種改變可能會造成一些物種的消失，或者增生，尤其在對於一些氣候是比較敏感的物種，會因為微氣候的改變而消失。